# 席麻湾镇
席麻湾镇，是中华人民共和国陕西省榆林市靖边县下辖的一个乡镇级行政单位。
2015年，陕西省民政厅批复同意撤销席麻湾乡，设立席麻湾镇。

## 行政区划
席麻湾镇下辖以下地区：
羊圈湾村、席麻湾村、大路渠村、高渠村、闫家湾村、沙渠村、东高峁村、大沟村、广阳湾村、塘坝渠村、小沙峁村和西高峁村。